# 피스캠프
피스캠프는 프랑스가 아랍에미리트의 수도 아부다비에 설치한 해군항공기지이다.

## 역사
UAE와 프랑스는 1995년 방위조약을 체결했지만, 2007년에 아랍에미리트 정부가 프랑스군의 자국내 주둔을 요청했다.
2009년 5월 26일, 걸프지역 최초의 프랑스 군 기지가 아랍에미리트(UAE) 수도 아부다비에서 창설됐다.
프랑스 군 기지 `피스캠프'는 니콜라 사르코지 프랑스 대통령, 셰이크 사이프 빈 자이드 알-나하얀 부총리 등이 참석한 가운데 출범식을 갖고 본격적인 임무를 시작했다.
500명의 병력이 배치된 피스캠프는 이란을 바로 앞에 둔 호르무즈 해협을 따라 UAE 해안 3곳에 마련됐다. 이 기지는 해군 및 병참 기지, 전투기 3대를 운용하게 되는 공군기지, 훈련소 등으로 구성됐다.
이란은 프랑스 군 기지 창설이 중동지역 안보를 해치는 일이라며 강하게 비난했다.
UAE와 프랑스는 1995년 방위조약을 체결, 매년 1차례씩 군 수뇌부간 회동을 갖고 25차례의 합동훈련을 벌였다.

## 유럽 해군 지휘소
2019년 11월 24일, 플로랑스 파플리 프랑스 국방장관은 아랍에미리트(UAE)의 수도 아부다비에 있는 프랑스 해군 기지에서 기자들에게 "오늘 아침 아랍에미리트 영토에 지휘소가 배치될 것을 공식화했다"고 밝혔다.
사령부가 관련국들을 대표하는 10-15명의 스탭으로 운영될 것이라고 말했다. 프랑스는 호르무즈 해협을 다니는 상선을 보호하기 위한 유럽 주도의 해군 계획을 지지하는 국가 중 하나다.

## 같이 보기
- 아크 부대
- 알 다프라 공군기지
- en:Saif bin Zayed Al Nahyan